# Harumsari
Harumsari is een bestuurslaag in het regentschap Lebak van de provincie Banten, Indonesië. Harumsari telt 2065 inwoners (volkstelling 2010).